# Huangzhou (ort i Kina)
Huangzhou är en ort i Kina. Den ligger i provinsen Hubei, i den centrala delen av landet, omkring 52 kilometer öster om provinshuvudstaden Wuhan. Antalet invånare är 122 563.
Runt Huangzhou är det tätbefolkat, med 659 invånare per kvadratkilometer. Närmaste större samhälle är Huanggang, 6,7 km öster om Huangzhou. Trakten runt Huangzhou består till största delen av jordbruksmark.
Genomsnittlig årsnederbörd är 1 805 millimeter. Den regnigaste månaden är maj, med i genomsnitt 269 mm nederbörd, och den torraste är december, med 35 mm nederbörd.